# 香港エアクラフト・エンジニアリング
香港エアクラフト・エンジニアリング（中国語:香港飛機工程、英語:Hong Kong Aircraft Engineering Company）は、香港に本拠を置く航空機のメンテナンス、オーバーホールを行っている企業。略称はHAECO。

## 概要
イギリスの植民地時代の1950年創業。啓徳空港内に整備施設を構えていた。1965年に香港証券取引所に上場。過去に香港ハンセン株価指数の構成銘柄だった。
主力事業は香港国際空港での飛行機の整備で、キャセイパシフィック航空が主な顧客。